# Jovan Cvijić
Jovan Cvijić, cirill betűkkel: Јован Цвијић (Loznica, 1865. szeptember 29. – Belgrád, 1927. január 9.) szerb geológus és geográfus.
Emlékezete: Képmása és egy térképa a jelenlegi szerb 500 dínáros bankjegyet díszítik.

## Munkássága
Belgrádban, Bécsben, Berlinben és Párizsban folytatott tanulmányai után 1893-ban a belgrádi egyetem földrajzi tanszékét foglalta el. Az első világháború után a jugoszláv tudományos akadémia elnöke volt. A magyar és több külföldi geológiai társulatnak is tiszteletbeli tagja volt. Igen értékes morfológiai, néprajzi, geológiai tanulmányokat végzett a Balkán-félszigeten. Munkái szerb, német, francia és magyar nyelven jelentek meg. Legismertebbek a karsztos jelenségekről, a Balkán-félsziget jégkorszakáról írt műve és 1924-ben megjelent geomorfológiája.

## Fontosabb művei és tanulmányai

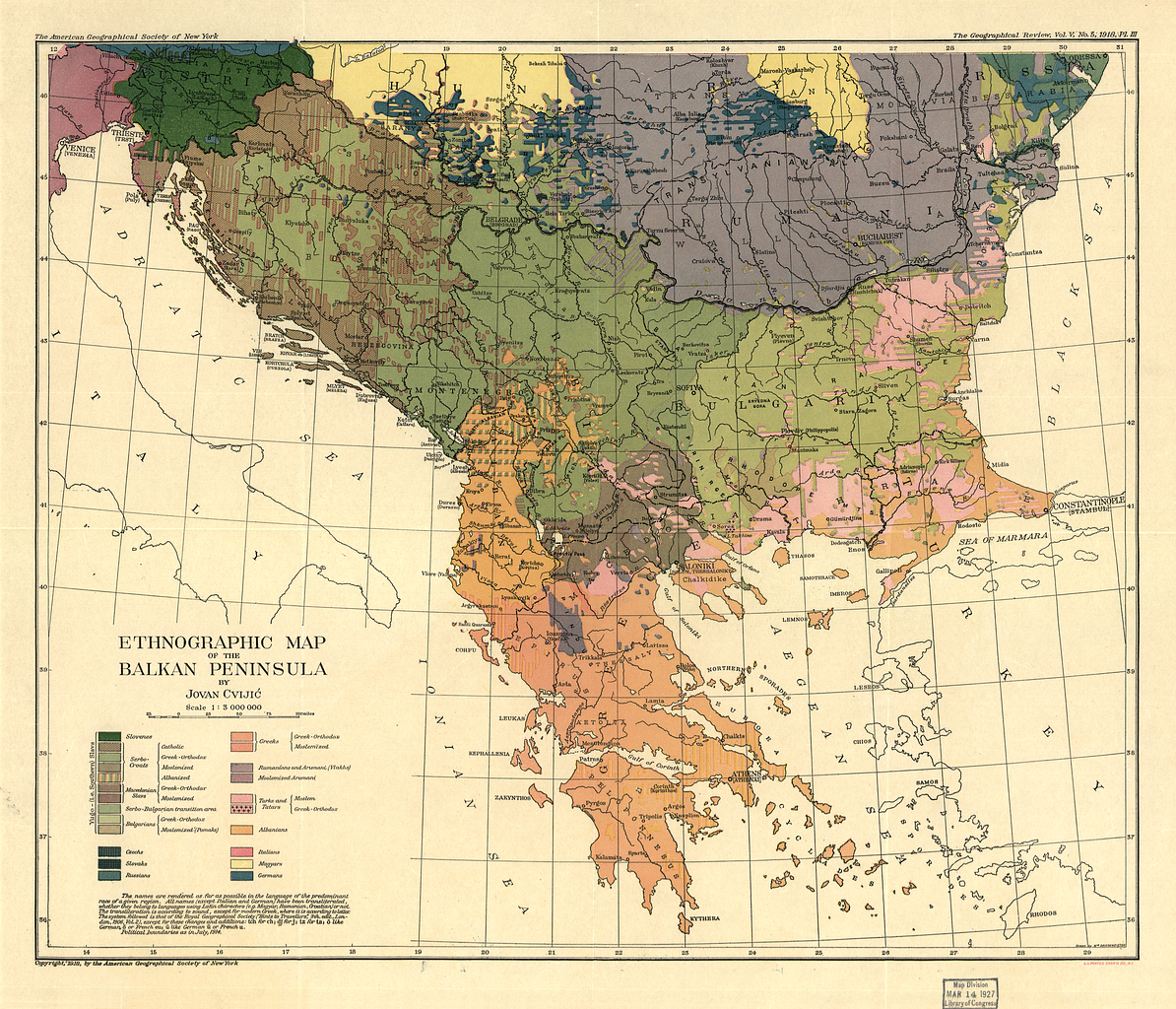
"A Balkán-félsziget néprajzi térképe", Jovan Cvijić, 1918

- Das Karstphänomen (Penks Geogr. Abhandl., Leipzig, 1893)
- Karst (Belgrád, 1895)
- Das Rilagebirge (Berlin, 1898)
- A macedóniai tavak (magyarul: Földr. Közlem. 1900)
- Die dinar.-alban. Scharung (Wien, 1901)
- Geolos. Atlas Makedonije i St. Srbije (Macedónia és Ó-Szerbia Térképe, Belgrád, 1903)
- Naselja srp. Zemalja (Szerb telepek, Belgrád, 1902, 1903, 1905 és 1906)
- Remarques sur l'etnog. de la Macedoine (Ann. de Géogr. Tom. XV. 1906)
- L'annexion de Bosnie et le probléme serbe (Paris, 1909)
- Osnove za geografiju geologiju Makedonije i Stare Srbije (Belgrád, 1911)

### Magyarul
- A Balkán-félsziget és a délszláv országok. Az emberföldrajz alapjai; ford. Papp Árpád; Kiss Lajos Néprajzi Társaság–Vajdasági Művelődési Intézet, Szabadka–Újvidék, 2009
- Papp Árpád: Közép-Európa, Vajdaság / Centralna Evropa, Vojvodina / Central-Europe, Voivodina; ford. Mačković Papp Márta, Novák Attila; Szabadkai Városi Múzeum, Subotica, 2017